# Parsonsia tenuiflora
Parsonsia tenuiflora là một loài thực vật có hoa trong họ La bố ma. Loài này được Mabb. mô tả khoa học đầu tiên năm 1997.